# 683
Năm 683 là một năm trong lịch Julius.

## Mất
- Đường Cao Tông, vị vua thứ 3 nhà Đường ở Trung Quốc (sinh 628)